# Kometnik-Zubići
Kometnik-Zubići – wieś w Chorwacji, w żupanii virowiticko-podrawskiej, w gminie Voćin. W 2011 roku liczyła 28 mieszkańców.